# Wendy Moten
Wendy Moten (Memphis (Tennessee), 22 november 1965) is een Amerikaanse zangeres (r&b, pop/rock, new jack swing, country, jazz), vooral bekend van de single Come In Out of the Rain, die in februari 1994 een #8-hit was in het Verenigd Koninkrijk.

## Biografie
Moten werd geboren in Memphis en zong als kind in kerkkoren. Wendy ging naar de Overton High School in Memphis en zong in het nationaal bekende Overton Choir onder leiding van wijlen Lulah M. Hedgeman. Ze kreeg haar eerste break tijdens een benefietconcert met Michael Bolton. Na een contract bij EMI Records bracht ze in 1992 haar titelloze debuutalbum uit en opende ze voor Bolton on tour. Motens grootste hitsingle was Come In Out of the Rain die, hoewel een matige hit in 1993 in de Billboard Hot 100, een #5 volwassen hedendaagse hit was en ook de Top 10 bereikte in de Britse singleschart, waar het piekte op #8 in 1994. De vervolgsingle So Close to Love bereikte #35 in de Britse Top 40.
In 2006 zong Moten achtergrondzang tijdens de 'Soul2Soul II Tour' met Tim McGraw en Faith Hill. Ze bleef van 2005 tot 2018 toeren met Tim en Faith. Ze droeg achtergrondzang bij aan het album Rocks and Honey uit 2013 van Bonnie Tyler. Ze toerde ook met Martina McBride van 2014-2016 en verzorgde achtergrondzang. In 2016 begon ze te toeren als leadzangeres met Vince Gill.